# Лісовий Даниїл Олегович
Даниїл Олегович Лісовий (рос. Дании́л Оле́гович Лесово́й; нар. 12 січня 1998, Москва, Росія) — український та російський футболіст, півзахисник московського «Динамо».

## Клубна кар'єра
Народився 12 січня 1998 року в Москві, з двох до п'яти років жив у Празі. Після цього сім'я Даниїла переїхала до Києва.
Вихованець київського «Динамо», в академії якого займався з шести років.
У листопаді 2016 року гравець підписав контракт з петербурзьким «Зенітом» і отримав російське громадянство. На професійному рівні дебютував 18 березня 2017 року в складі фарм-клубу «Зеніту», вийшовши на заміну на 60-й хвилині матчу першості ФНЛ проти клубу «Спартак-Нальчик». 28 липня 2018 року відправився в оренду на один сезон у тульський «Арсенал». Наступного дня Лісовий дебютував у Прем'єр-лізі в матчі 1-го туру проти московського «Динамо», в якому вийшов на заміну на 57-й хвилині замість Михаїла Александрова. 3 липня 2020 року «Арсенал» викупив контракт Лісового в «Зениту», підписавши з ним 3-х річній договір. Сума трансферу оцінюється в 600 тисяч €. На початку нового сезону Лісовий встиг зіграти за «Арсенал» 6 матчів і 22 серпня відзначився дублем у ворота московського «Динамо». 7 вересня півзахисник перейшов в «Динамо», підписавши контракт на 5 років.

## Кар'єра в збірних
Виступав за юнацькі збірній України U-16 та U-17.
У вересні 2018 року дебютував за молодіжну збірну Росії U-20. У складі збірної до 21 року брав участь у відбірковому турнірі молодіжного чемпіонату Європи 2021. У рамках кваліфікації зіграв у 7 матчах та відзначився голом у ворота збірної Латвії. За підсумками відборкового турніру Росія зайняла перше місце в групі й вийшла у фінальну стадію чемпионату Європи.
У листопаді 2020 року Лісовий уперше був викликаний в основну збірну Росії.

## Особисте життя
Прадід Даниїла — міністр хімічної промисловості СРСР Леонід Костандов (1915—1984).
Лісовий закінчив школу в Києві, досконало володіє українською мовою. Батько футболіста росіянин, сам Даниїл вважає себе росіянином і завжди хотів грати за збірну Росії. 